# Arenifera spinescens
Arenifera spinescens är en isörtsväxtart som först beskrevs av L. Bol., och fick sitt nu gällande namn av H. E. K. Hartmann. Arenifera spinescens ingår i släktet Arenifera och familjen isörtsväxter. Inga underarter finns listade i Catalogue of Life.